# Opisthoxia olivenzaria
Opisthoxia olivenzaria är en fjärilsart som beskrevs av Charles Oberthür 1916. Opisthoxia olivenzaria ingår i släktet Opisthoxia och familjen mätare. Inga underarter finns listade i Catalogue of Life.